# Beuno
São Beuno (em latim: Bonus; m. 640), algumas vezes anglicizado como Bono, foi um abade galês do século VII, confessor, e santo. Baring-Gould atribui a data de falecimento de São Beuno, como sendo 21 de abril de 640, fazendo desta seu dia festivo tradicional. No atual calendário litúrgico católico do País de Gales, ele é comemorado em 20 de abril, o dia 21 foi designado por São Anselmo.

## Nome
Seu nome foi reconstruído como *Bou[g]nou em galês antigo, com uma derivação proposta do celta *Bou[o]-gnāw-, com um significado relacionado a "gado esperto".

## Vida
É atribuído a Berriew, em Powys, como local de nascimento do santo, sendo ele neto de um príncipe da dinastia local, que descendeu de Vortigern, rei da Bretanha. Depois da educação e ordenação no mosteiro de Bangor no norte do País de Gales, ele se tornou um missionário ativo com o apoio de Catamano de Venedócia. O filho de Catamano e successor, Cadwallon, enganou Beuno sobre alguma terra e, quando o santo pediu justiça, demonstrou antipatia. Em consequência disso, o primo de Cadwallon, Gwyddaint, "deu a Deus e a Beuno para sempre" sua terra em Clynnog Fawr, na península de Llŷn. Beuno estabeleceu seu próprio mosteiro neste lugar e ele morreu ali, pacificamente, "no sétimo dia da Páscoa".

## Milagres
Foi atribuído a Beuno a elevação de sete pessoas da morte, incluindo sua sobrinha, a virgem Santa Vinifrida (Gwenffrewi), e seu discípulo e primo, São Aelhaiarn. Ele disse que teve uma "visão maravilhosa" antes de sua morte.

## Legado
Onze igrejas carregando o nome de São Beuno são testemunhas de longo alcance de seu zelo missionário, incluindo seu mosteiro em Clynnog Fawr, e uma longínqua, como a de Culbone na costa de Somerset. Embora seu estabelecimento em Clynnog esteja destruído, as ruínas de sua capela sobrevivem. O Centro de Espiritualidade Ignaciana de São Beuno, uma casa de jesuítas em Tremeirchion, próximo a São Asaph, no princípio,era um colégio teológico e agora um Centro de Espiritualidade de jornada jesuíta/retiro, é nomeado São Beuno.

### Igrejas
- Igreja de São Beuno, em Penmorfa
- Igreja de São Beuno, em Trefdraeth
- Igreja de São Beuno, em Berriew